# Star Fox (Atari 2600)
Star Fox es un videojuego publicado en 1983 por la empresa Mythicon para la consola Atari 2600. Es considerado uno de los peores videojuegos que se hizo para ese sistema.